# Enanismo
El enanismo es una anomalía por la que un individuo tiene una estatura considerablemente inferior al común de su especie. Entre los humanos, suele considerarse persona de talla baja al hombre que mida menos de 1,48 metros, y en las mujeres a las que miden menos de 1,40 metros. En cuánto a términos estadísticos, corresponde a una altura por debajo de tres desviaciones estándar de la media de la población, no obstante estas cifras han de manejarse con cautela, pues dependen del grupo poblacional a que pertenece el individuo y se debe considerar también la altura de los progenitores. Algunas personas pequeñas, sin embargo, no han sobrepasado los 80 cm al alcanzar la madurez esquelética.

## Causas
El enanismo en la especie humana puede tener múltiples causas; por ello existen diversos tipos de enanismo. 
En general, las causas se agrupan en dos grandes grupos:
- Puede tratarse de la expresión normal del potencial genético o una alteración genética, en cuyo caso la tasa de crecimiento es normal, en relación con lo que marca la información genética y percentil según la edad.

- Puede ser el resultado de una condición o problema de salud que causa la falta de crecimiento. En este caso, la velocidad de crecimiento está por debajo de la apropiada para la edad, y como resultado, la talla es inferior a la que marca la información genética y percentil según la edad.

## Enfermedades que pueden causar talla baja en el adulto humano

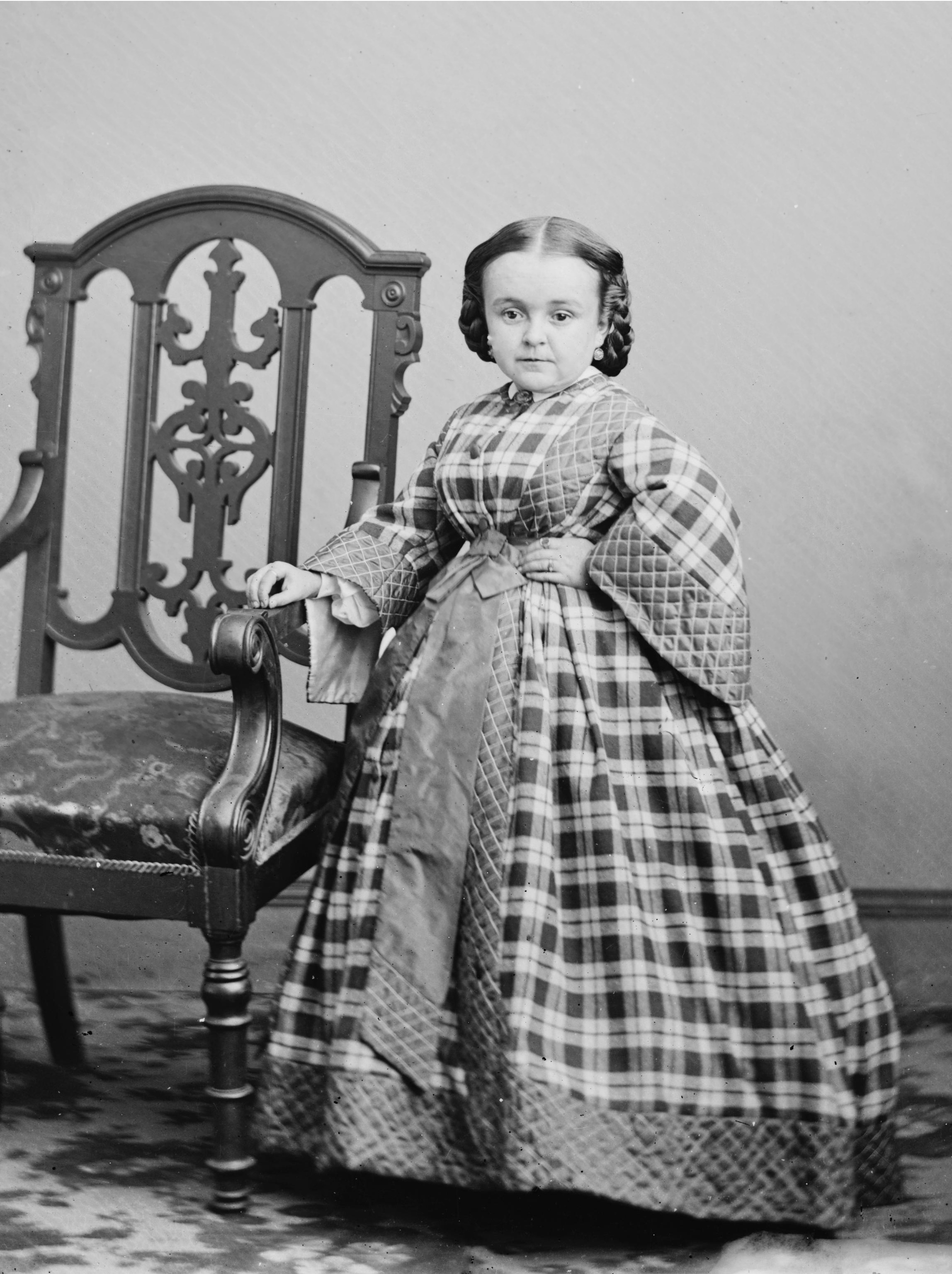
Lavinia Warren, una actriz que padecía enanismo hipofisario por deficiencia de hormona del crecimiento medía 81 cm de altura.

- Acondroplasia.[4] Es un trastorno del crecimiento de los huesos, debido a una alteración del tejido cartilaginoso en el estado fetal. Se caracteriza principalmente por extremidades cortas, cabeza desproporcionadamente grande con relación al cuerpo y frente prominente. Ocasiona el tipo más común de enanismo.[5]
- Cretinismo. Es la causa de algunos casos de enanismo. Se produce como consecuencia de una enfermedad de la glándula tiroides. La detección precoz de esta alteración mediante una prueba que se realiza a los niños recién nacidos permite el tratamiento eficaz.
- Deficiencia de la hormona de crecimiento. La alteración de la función endocrina de la hipófisis provoca el llamado enanismo hipofisario o proporcionado, el cual se puede tratar con la hormona del crecimiento humana desarrollada por ingeniería genética.[6]
- Enfermedad celíaca.[4] Es una enfermedad sistémica autoinmune producida por la ingesta de gluten, que cursa habitualmente sin síntomas digestivos o incluso completamente asintomática,[7] especialmente a partir de los 2 años de vida.[8] [9] La baja estatura puede ser el único signo de la presencia de una enfermedad celíaca subyacente.[7]
- Raquitismo.[4] Se trata de un trastorno ocasionado por la falta de vitamina D, calcio o fósforo. Se caracteriza principalmente por deformidades esqueléticas, crecimiento deficiente y propensión a fracturas óseas, todo ello como consecuencia del descenso de la mineralización de los huesos y cartílagos debido a niveles bajos de calcio y fósforo en la sangre.[10]
- Otras causas:
  - Tuberculosis de la columna vertebral (enfermedad de Pott).
  - Displasia diastrófica. Enfermedad poco frecuente de origen genético que afecta a un niño de cada 100000.[11][12][13]
  - Hipocondroplasia
  - Displasia epifisaria múltiple.[14]
  - Displasia espondiloepimetafisaria tipo Strudwick.[15]
  - Síndrome de Laron
  - Síndrome de Wolf-Hirschhorn.
  - Síndrome de Noonan.
  - Síndrome de Turner
  - Enanismo tanatofórico
  - Osteogénesis imperfecta.
  - Mucopolisacaridosis y otras enfermedades por depósito lisosomal como las glucogenosis.[16]
  - Enanismo primordial.[17][18]
  - Pseudoacondroplasia.

## Talla baja idiopática
Recibe este nombre cuando no existe una causa conocida que provoque la talla baja, las proporciones corporales son normales, tampoco se detectan enfermedades congénitas ni alteraciones de la nutrición o endocrinas. Con frecuencia se asocia a talla baja de los padres.